# Трегубовский сельсовет
Трегубовский сельсовет — упразднённая административно-территориальная единица, существовавшая на территории Рязанской губернии и Московской области до 1954 года.
Трегубовский сельсовет был образован в первые годы советской власти. В конце 1920-х годов он входил в состав Зарайской волости Зарайского уезда Рязанской губернии.
В 1929 году Трегубовский с/с был отнесён к Зарайскому району Коломенского округа Московской области.
17 июля 1939 года к Трегубовскому с/с было присоединено селение Струпна Пяткинского с/с. Однако уже 4 октября 1939 года селение Струпна было возвращено обратно.
14 июня 1954 года Трасненский с/с был упразднён, а его территория объединена с Пяткинским с/с в новый Струпненский с/с.